# ایستگاه متروی کوئینزوی
ایستگاه کویینزوی، ایستگاهی از خط مرکزی در خطوط متروی لندن است که در منطقه کویینزوی قرار دارد. این ایستگاه در ۳۰ ژوئیه ۱۹۰۰ افتتاح شد.

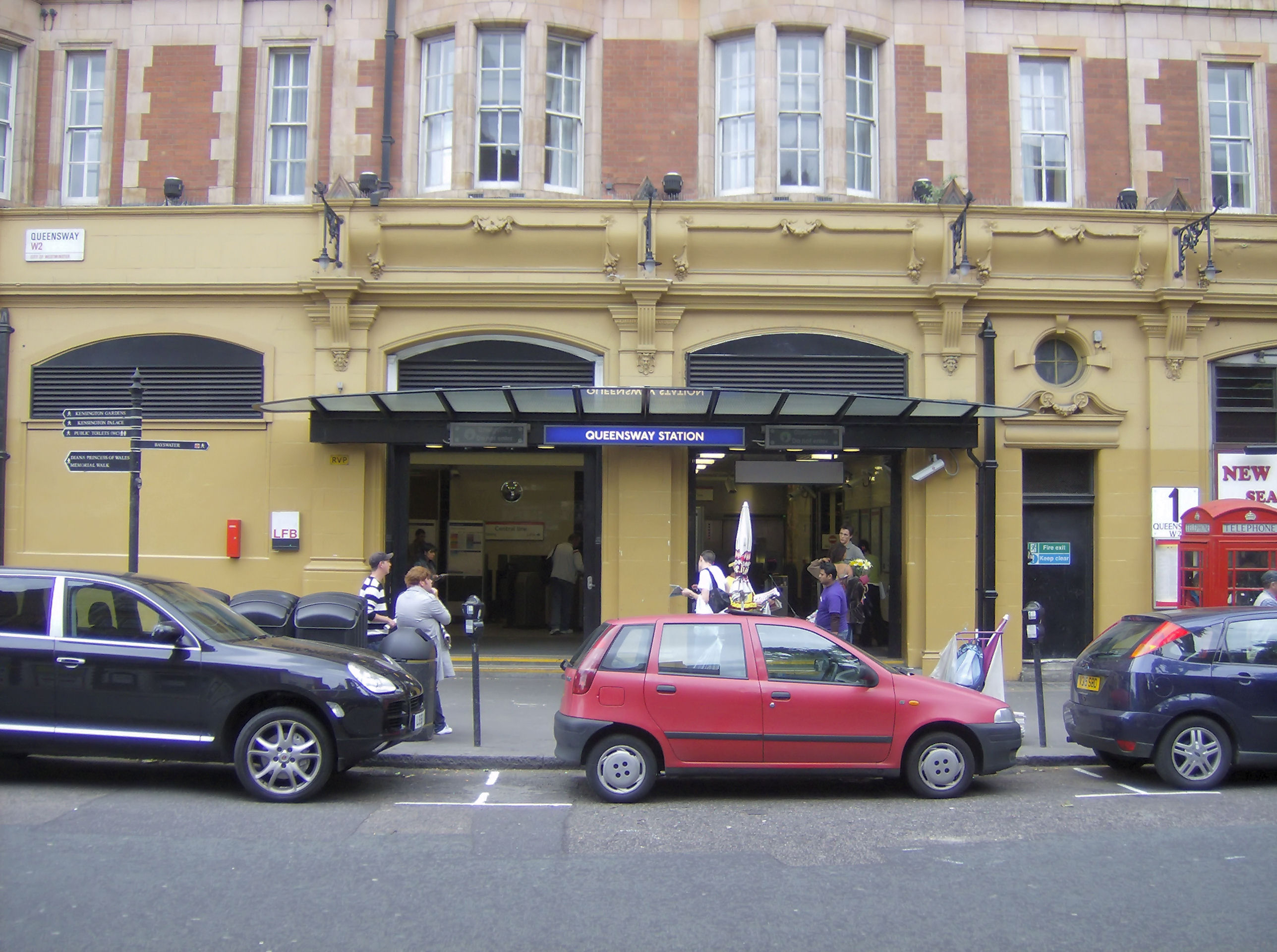

## نگارخانه

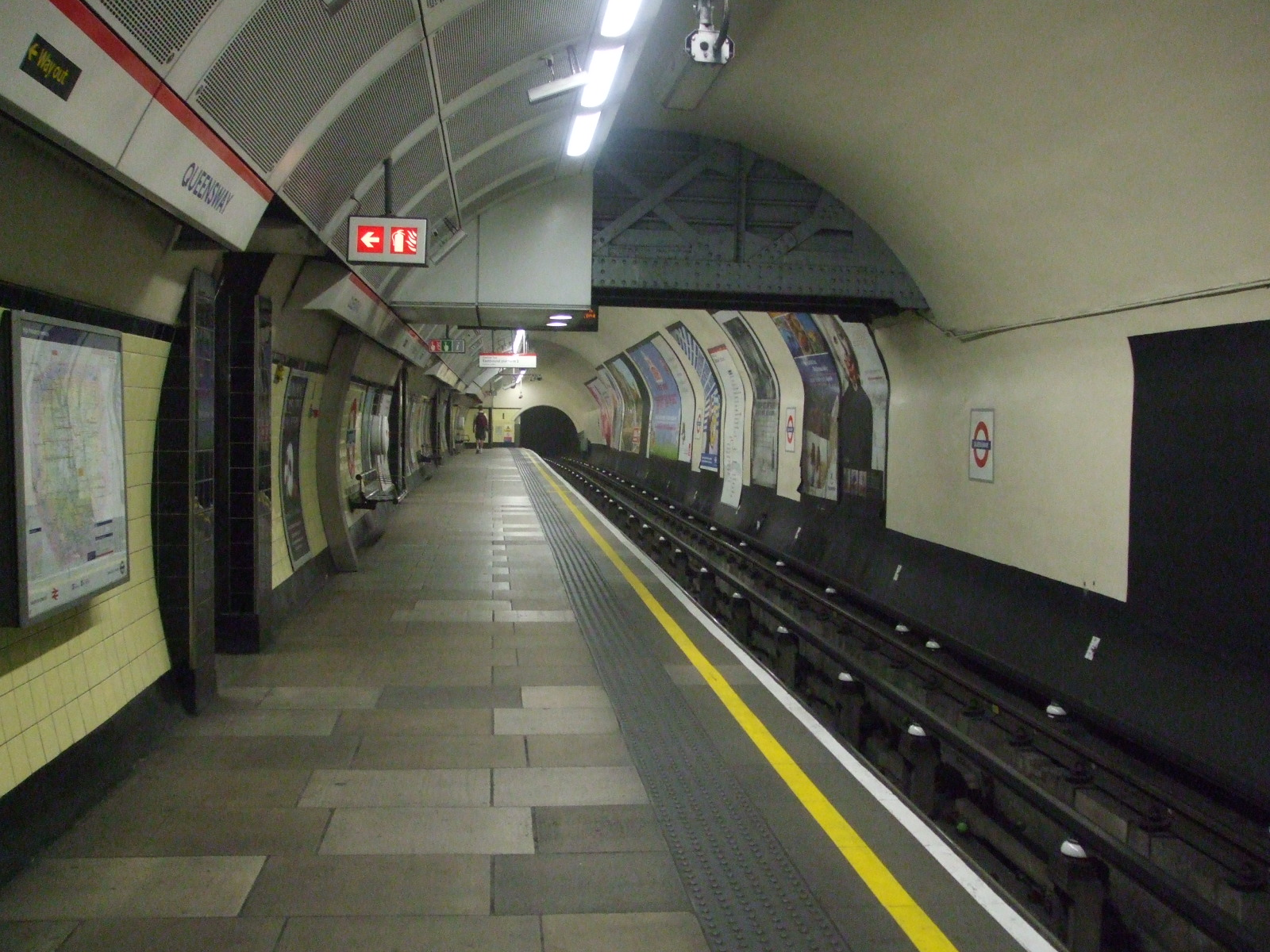
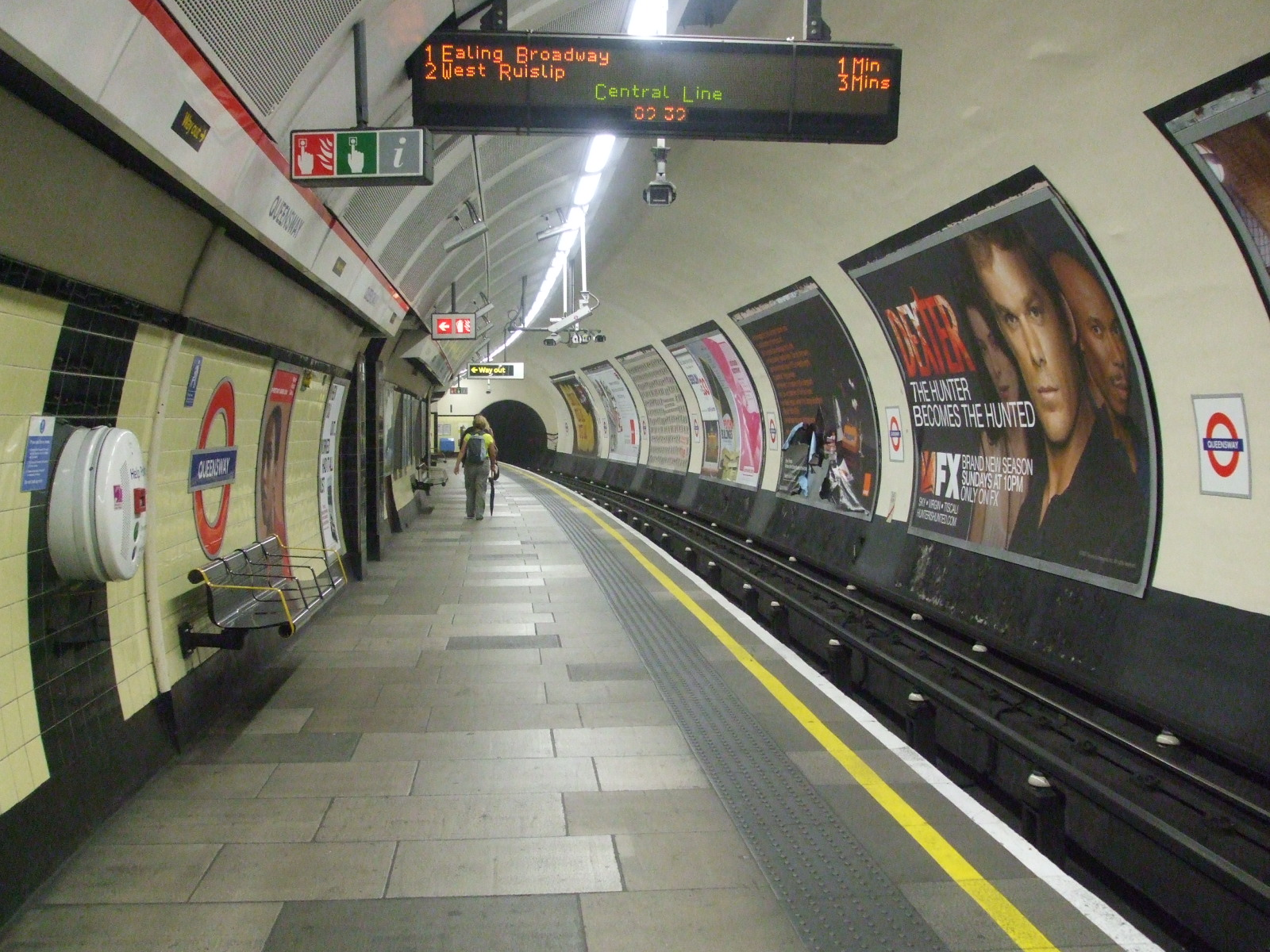
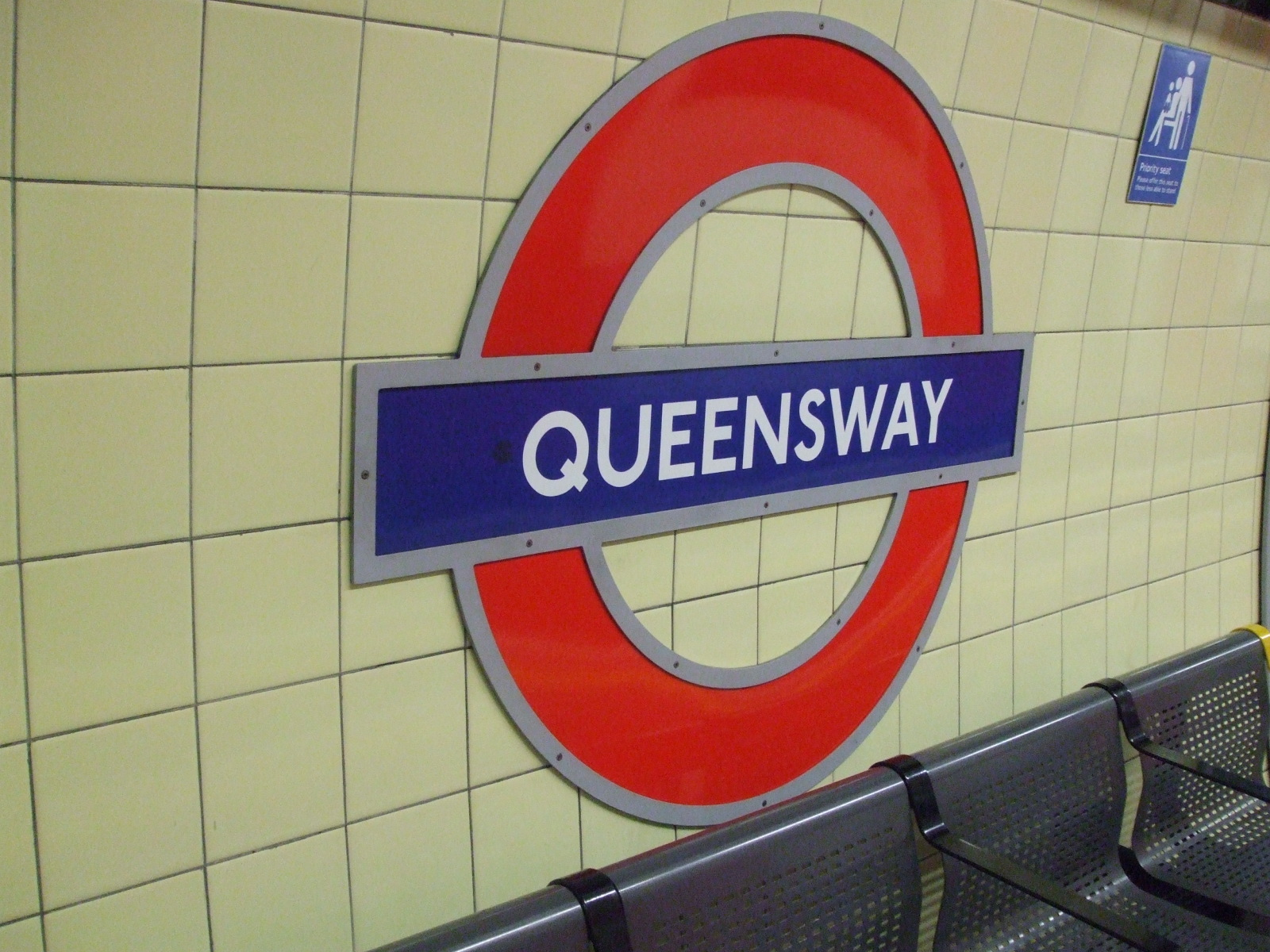